# Pu Ta Leng

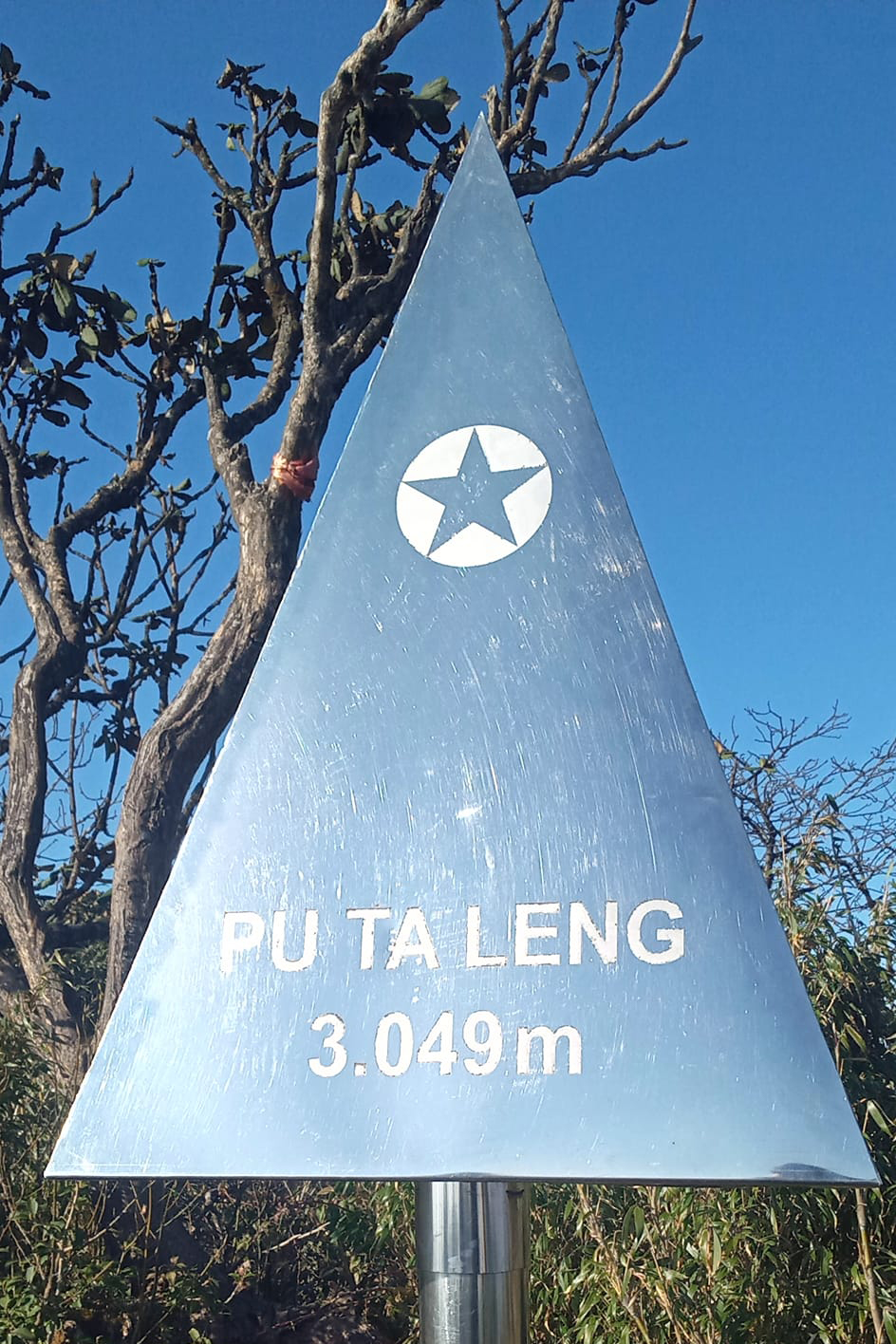
Mốc đỉnh núi của Pu Ta Leng

Pu Ta Leng là một ngọn núi thuộc dãy Hoàng Liên Sơn, nằm trên địa phận hai tỉnh Lai Châu và Lào Cai thuộc vùng Tây Bắc Bộ, Việt Nam. Với chiều cao 3.049 m, đây là đỉnh núi cao thứ ba đã được khám phá ở Việt Nam.
Tên núi có nguồn gốc từ tiếng H'Mông là "Pú Tả Lèng", trong đó "Pú" có nghĩa là núi. Hiện nay để lên đỉnh Pu Ta Leng có nhiều hướng, có thể đi từ phía huyện Tam Đường (Lai Châu) hoặc huyện Bát Xát (Lào Cai) tuy nhiên cung đường phổ biến nhất là đi từ hướng xã Hồ Thầu và về hướng xã Tả Lèng, huyện Tam Đường. Khu vực này được đánh giá có địa hình tương đối hiểm trở, nổi bật với những khu rừng nguyên sinh và rừng hoa đỗ quyên.